# Мазаме
Мазаме (фр. Mazamet) — коммуна во французском департаменте Тарн, в регионе Юг — Пиренеи. Административный центр кантонов Мазаме-1 и Мазаме-2 Валле-дю-Торе. Население — 10 055 (2007).
Расстояние до Парижа — 600 км, до Тулузы — 80 км.

## Известные жители
- Клеман Карагюэль — французский писатель.